# Visual Prison
Visual Prison (ヴィジュアルプリズン, Vijuaru Purizun) é uma série de anime original criada por Noriyasu Agematsu e produzida pela A-1 Pictures. A série estreou em 9 de outubro de 2021.

## Enredo
Ange Yuki, um garoto tímido, viaja até Harajuku para assistir sua banda favorita no evento Visual Prison, onde uma vez por ano bandas visual kei se reúnem durante a lua vermelha para se apresentar e dar o melhor de si. Três bandas são apresentadas no anime: Oz, Lost Eden e Eclipse.

## Personagens

### Oz
Ange Yuki (結希アンジュ)
Voz de: Shōya Chiba
Guiltia Brion (ギルティア・ブリオン)
Voz de: Makoto Furukawa
Eve Louise (イヴ・ルイーズ)
Voz de: Hiroki Nanami
Robin Laffite (ロビン・ラフィット)
Voz de: Shun Horie

### Lost Eden
Saga Latour (サガ・ラトゥール)
Voz de: Takuya Eguchi
Mist Flaive (ミスト・フレーヴ)
Voz de: Nobunaga Shimazaki
Veuve Elizabeth (ヴーヴ・エリザベス)
Voz de: Takuma Nagatsuka
Jack Mouton (ジャック・ムートン)
Voz de: Shōgo Yano

### Eclipse
Dmitri Romanee (ディミトリ・ロマネ)
Voz de: Toshiki Masuda
Hyde Jayer (ハイド・ジャイエ)
Voz de: Shouta Aoi

## Produção e lançamento

Logo do anime.

O projeto da animação foi anunciado durante o AnimeJapan 2021 no painel da Aniplex. A série foi idealizada pelo compositor por Noriyasu Agematsu e animada pelo estúdio A-1 Pictures. Elements Garden compõe a música, enquanto Ikumi Katagiri se encarrega do design dos personagens. Tomoya Tanaka dirigiu a série, com Jouji Furuta atuando como diretor-chefe, já Yukie Sugawara escreveu o roteiro da série e Minako Shiba desenhou os personagens. Foi ao ar de 9 de outubro a 25 de dezembro de 2021 na Tokyo MX e outros canais.
A banda Oz performou a música de abertura da série "Zankoku Shangri-la", enquanto a banda Lost Eden fez a música tema de encerramento da série "Bloody Kiss". A Funimation distribuiu a série fora da Ásia.

#### Lista de episódios
| Núm. | Título | Dirigido por     | Escrito por                      | Animado por        | Exibição original      |
| ---- | --- | ---------------- | -------------------------------- | ------------------ | ---------------------- |
| 01   | "A culpa da Cruz" "Guilty † Cross (Giruti † Kurosu, [ギルティ†クロス] Erro: {{japonês}}: texto da transliteração contém caractere não latino (pos 1) (ajuda)" | Tsuyoshi Tobita  | Yukie Sugawara                   | Takeshi Furuta     | 9 de outubro de 2021   |
| 02   | "Metempsicose de Charme" "Sharumu no Rinne (シャルムの輪廻)"                                                                                                  | Aya Ikeda        | Yukie Sugawara                   | Tomoya Tanaka      | 16 de outubro de 2021  |
| 03   | "Amor e Ódio" "AI=ZO" | Yuki Watanabe    | Yukie Sugawara                   | Shinichi Omata     | 23 de outubro de 2021  |
| 04   | "Nêmesis" | Takayuki Kikuchi | Hitomi Ogawa, Yukie Sugawara     | Takayuki Kikuchi   | 30 de outubro de 2021  |
| 05   | "Asas com o Vento" "Wing with wind" | Takahiro Tanaka  | Yukie Sugawara                   | Kagetsu Aizawa     | 6 de novembro de 2021  |
| 06   | "Shangri-la de Crueldade" "Zankoku Shangurira (残酷シャングリラ)"                                                                                             | Kudaka Wakabori  | Daisuke Watanabe                 | Toshinori Watanabe | 13 de novembro de 2021 |
| 07   | "Meu Principal" "My Principal" | Tsuyoshi Tobita  | Daisuke Watanabe                 | Tsuyoshi Tobita    | 20 de novembro de 2021 |
| 08   | "Tiara Galáxia" "Ginga Tiara (銀河ティアラ)" | Yuki Watanabe    | Yukie Sugawara, Daisuke Watanabe | Kagetsu Aizawa     | 27 de novembro de 2021 |
| 09   | "Coroa Real" "ROYAL CROWN" | Aya Ikeda        | Yukie Sugawara                   | Aya Ikeda          | 4 de dezembro de 2021  |
| 10   | "K ou K" "K or K" | Mizu Watanabe    | Yukie Sugawara                   | Tomoyuki Munehiro  | 11 de dezembro de 2021 |
| 11   | "CÉU" "SKY" | Shōtarō Kitamura | Yukie Sugawara                   | Shōtarō Kitamura   | 18 de novembro de 2021 |
| 12   | "ANGELISTA" "ANGELIST" | Aya Ikeda        | Yukie Sugawara                   | Tomoya Tanaka      | 25 de dezembro de 2021 |